# أولاف بروك
أولاف بروك (بالنرويجية: Olaf Broch)‏ هو عالم لهجات وبروفيسور ومترجم نرويجي، ولد في 4 أغسطس 1867 في هورتن في النرويج، وتوفي في 28 يناير 1961 في أوسلو في النرويج.